# Vrsar (otok)
Vrsar je nenaseljeni otočić u Brijunskom otočju, uz zapadnu obalu Istre. Nalazi se oko 450 metara zapadno od Velikog Brijuna.
Površina otoka je 58.919 m2, duljina obalne crte 946 m, a visina 12 metara.